# Gran Satan

Bandera dels Estats Units, un país de l'Amèrica del Nord que sovint és anomenat "Gran Satan".

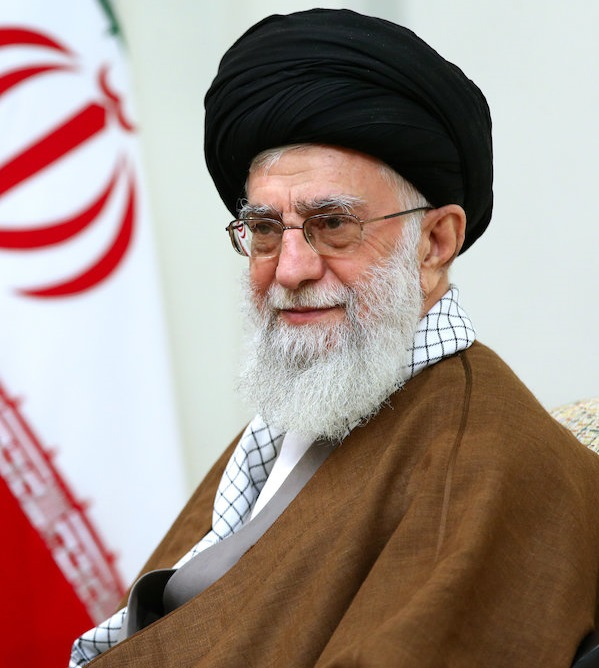
Aiatol·là Ali Khamenei, el Líder suprem de l'Iran.

El Gran Satan (en persa: شيطان بزرگ) (en anglès: The Big Satan) és una terminologia gihadista islamista per referir-se a qualsevol país que, en un moment històric determinat, algú que es declara el portaveu dels creients, considera que és el principal enemic de la fe, del poble i dels interessos de l'islam. Vint anys enrere aquest títol solia atorgar-se a l'Estat d'Israel, però per alguns d'aquests auto-anomenats portaveus, els Estats Units ha ocupat el seu lloc com a principal agent enemic dels pobles islàmics del món, doncs els partidaris de la Guerra santa consideren que si no fos pel suport nord-americà, Israel fa ja molt de temps que hauria caigut.
A més del Gran Satan, han existit diversos petits satans, segons les circumstàncies geopolítiques de cada moment determinat, des de la URSS, pel seu ateisme, i la seva ocupació de l'Afganistan, fins a França, per la seva cooperació variable amb Israel. És digne d'observar el pragmatisme aplicat pels gihadistes, que no van dubtar en aliar-se amb el Gran Satan (Estats Units) per derrotar el Petit Satan de l'URSS a Afganistan.